# Eva Díez
Eva Díez (Vigo, Pontevedra, Espanha, 1982—) é uma fotógrafa galega. 

## Biografia
Eva Díez é uma artista cujo trabalho pode classificar-se como “fotopoético” dada a clara intencionalidade lírica que se encontra nas suas fotografias. Nelas joga com a simbologia da luz e a estética da ruína para dar azo a uma reflexão sobre a imagem imemorial do lar. A sua formação em cinema, fotografia e arte definem o seu trabalho, onde toda a produção manifesta um certo carácter cénico. Cada vez mais subtil, deixando para trás artifícios estéticos das suas primeiras obras, o trabalho de Eva Díez tem vindo a centrar-se principalmente na pureza do conceito da habitabilidade do espaço. São frequentes as referências ao sonho poético de Bachelard, tendo em conta a simbologia da casa como uma metáfora plástica do nosso inconsciente, um estímulo à memória e à imaginação. Das menções e prémios que recebeu, destaca-se Premio Galicia de Fotografía Contemporánea, em 2015, com a série “Renacer”, em itinerância por Espanha, Portugal e Brasil, e o Prémio “Fotografía Joven Fundación ENAIRE”, na JUST MAD 2020, através do qual foi convidada a participar na Photo España 2021. 
Em Portugal é representada pela Galeria das Salgadeiras, e em Espanha pela Galería Marisa Marimón em Ourense, Galiza, e pela La Gran em Valladolid. 

## Exposições

#### Individuais
2022. “Liminal”. Galeria das Salgadeiras. Lisboa.
2020. “Lugar de ausencia”. Galería Marisa Marimón. Ourense. Espanha.
2019. “Lugar de Ausencia”. Galería Marisa Marimón. Ourense. Galiza. Espanha. 
2019. “La ventana es horizonte” Sala Cava. CC Can Casté. Barcelona. Espanha.
2019. “Lugar de Ausencia”. Galeria das Salgadeiras. Lisboa.
2018. “Renacer”. Afundación Ferrol. Ferrol. Espanha.
2018. “Renacer”. Afundación A Coruña. A Coruña. Espanha. 
2017. “El hielo del instante”. Palacio Quintanar. Segovia. Espanha.
2017. “Renacer”. Afundación Vigo. Vigo. Espanha.
2017. “Renacer”. Galeria das Salgadeiras. Lisboa.
2016. “Renacer”. Museu Municipal de Ourense. Ourense. Espanha. 
2016. “El corazón secreto”. La Gran. Valladolid. Espanha.
2015. “Renacer”. Red Museística de Lugo. Sala de Exposiciones Pazo San Marcos. Diputación de Lugo. Lugo. Espanha. 
2014. “Los que habitan”. Casa das Artes de Vigo. Vigo. Espanha.
2014. “Los que habitan”. Centro Cultural Marcos Valcárcel. Diputación de Ourense. Espanha. 

#### Coletivas
2022. “CRUZAMENTOS na arte galega da Colección CGAC”, curadoria de Sara Donoso Calvo  e   Santiago Olmo. CGAC — Centro Galego de Arte Contemporánea. Santiago de Compostela. Espanha.
2022. “O Camiño Portugués. Lembranzas de mar e pedra”. Museo do Mar de Galicia. Vigo. Espanha.
2021. “Pingas rompentes. Unha mirada a Galicia. COLECCIÓN CGAC”, curadoria de Sara Donoso Calvo. Museo do Mar de Galicia. Vigo. Espanha.  2021. “O Camino Portugués. Lembranzas de mar e pedra”. Museo Centro Gaiás. Cidade da Cultura. Santiago de Compostela. Espanha.   
2021. “El estadio del espejo”. Muestra de Video arte SMTH, curadoria de ARAN Art Network. Vigo. Espanha.   
2021. “Lebres coma gacelas”, curadoria de Paula Cabaleiro. Deputación de Pontevedra. Sala Rosalía. Vigo. Espanha.
2021. “Paisajes que respiran”. Festival Off PHE. La Gran Gallery. Madrid. Espanha.
2021. “Premios de Fotografía Fundación ENAIRE 2021”. Festival Photo España — Sección Oficial. Real Jardín Botánico. Madrid. Espanha.
2020. “Ni la tierra ni las mujeres / Neither the land nor the women”. MIA Art Collection Virtual Museum. 
2020. Compostela Photo Festival. Espanha. 
2017. “Nós + outrxs en rede” Museo Provincial do Mar. Voz. Lugo. Espanha.   
2017. “De animales y otras historias” Galería Marisa Marimón. Ourense. Espanha.
2016. “Interior, noche”. La Gran. Valladolid. Espanha.
2016. “Territorio Expandido”. Fortaleza. Brasil.   
2016. “Cassiopeia” Sala Nautilus
. A Coruña. Espanha.   
2016. “Territorio Expandido” A Coruña. Espanha.   
2016. “Territorio Expandido”. Braga. Portugal. 

## Feiras de Arte
2020. Galería Marisa Marimón. JustMad Art Fair. Madrid. Espanha.            
2018. “Desse lugar que é o silêncio”. Galeria das Salgadeiras. JustLX Art Fair. Lisboa. 
2018. Galería Marisa Marimón. JustMad Art Fair. Madrid. Espanha.

## Prémios e Distinções
2020. Prémio “Fotografía Joven Fundación ENAIRE”. JustMad Art Fair. Madrid. Espanha.  
2018. Premio Pilar Citoler al joven coleccionista com ‘Lugar de Ausencia’. JustMad Art Fair. Madrid, Espanha. 
2015. Premio Galicia de Fotografía Contemporánea. Xunta de Galicia, Diputación de Lugo. Espanha.   
2015. Premio Nacional de Fotografía Profesional LUX ORO 2015. Proyecto Personal. Espanha.   
2015. Premio Art Photo Bcn. Festival de fotografía emergente de Barcelona. Espanha.   
2015. Premio Centre Civic Pati Llimona. Exhibición. Espanha.   
2015. Ayuda de movilidad, MAC. Museo de Arte Contemporáneo Gas. Natural Fenosa. 
2014. International Photography Award Emergentes DST. Braga. Portugal. 
2012. IPA , International Photography Awards. Honorable Mention. 
2012. II Encontro de Artistas Novos “Cidade da Cultura”. 
2011. Premio Nacional de Fotografía Profesional LUX Plata 2011.

## Livros coletivos
2022. “Untitled”. Galeria das Salgadeiras.